# جبهه پولیساریو
جبهه پولیساریو سازمانی سیاسی نظامی در صحرای غربی است. این گروه در سال ۱۹۷۳ به عنوان یک گروه مقاومت علیه تسلط استعماری اسپانیا بر صحرای غربی و با هدف استقلال این منطقه ایجاد شد. پولیساریو پس از خروج اسپانیا در سال ۱۹۷۶ از این منطقه و تقسیم آن بین مراکش و موریتانی به مخالفت با این دو کشور پرداخت. موریتانی و پولیساریو در سال ۱۹۷۹ با یکدیگر صلح کردند اما مراکش تمام منطقه صحرای غربی را ضمیمه خاک خود کرد. از آن پس جبهه پولیساریو به مقاومت علیه مراکش ادامه داده‌است. حملات پولیساریو علیه مراکش بیشتر از طریق پایگاه‌های این سازمان در الجزایر هدایت می‌شود.
پولیساریو سرواژه Frente Popular de Liberación de Saguía el Hamra y Río de Oro نام اسپانیایی سازمان به معنی «جبههٔ خلق برای آزادی ساقیة الحمراء و وادی الذهب» است. این سازمان با تشکیل جمهوری دمکراتیک عربی صحرا مدعی حکومت بر صحرای غربی است هرچند کنترل واقعی بیشتر بخش‌های صحرای غربی در اختیار دولت مراکش است. این جمهوری به عضویت اتحادیه آفریقا هم درآمده و حکومت مشروع صحرای غربی از سوی این سازمان شناخته می‌شود. عضویت پولیساریو در اتحادیه آفریقا منجر به خروج اعتراضی مراکش از این اتحادیه شده‌است.
اعضای پولیساریو عمدتاً از بومیان کوچ‌نشین ساکن صحرای غربی معروف به صحراوی‌ها هستند. چریک‌های پولیساریو در دهه ۱۹۸۰ پانزده هزار نیروی موتوریزه و به خوبی مسلح‌شده در اختیار داشتند و حملاتی را علیه پاسگاه‌ها و استحکامات دفاعی مراکش در صحرای غربی ترتیب می‌دادند. مراکش هم در پاسخ به این حملات یک خاکریز دفاعی به طول حدود دو هزار کیلومتر را بنا کرد که احداث آن در سال ۱۹۸۷ به پایان رسید.